# Peter Teeley
Peter Teeley (født 12. januar 1940, død 29. november 2024) var en amerikansk politisk konsulent og diplomat, der fra 1980 til 1985 tjente som pressesekretær for vicepræsident George Bush senior og fra 1992 til 1993 som USA's ambassadør i Canada.
Han var pressesekretær for senatorerne Robert P. Griffin og Jacob Javits, inden han i 1976 blev medlem af Gerald Fords kampagnestab. Efter Fords nederlag i dette års præsidentvalg blev han kommunikationschef for det  republikanske parti og i 1980 medlem af Bushs kampagnestab. Han forlod Det Hvide Hus i 1985 for at starte sin egen konsulentvirksomhed, men blev i 1990 udnævnt som den amerikanske repræsentant i UNICEF .
Han blev udnævnt til ambassadør i Canada i 1992 og tjente som sådan indtil 28. februar 1993, kort efter at Bill Clinton efterfulgte Bush som præsident. Han blev derefter vicepræsident i Amgen med ansvar for regeringsforbindelser og public relations.
Teeley blev diagnosticeret med kræft i 1991 og udgav i 2000 en bog om sin behandling og helbredelse, The Complete Cancer Survival Guide.